# Guillermo Ariel Pereyra
Guillermo Ariel Pereyra (Río Cuarto, 20 febbraio 1980) è un ex calciatore argentino, di ruolo centrocampista.